# ア・ステート・オブ・トランス
『A State of Trance』(ア・ステート・オブ・トランス) は毎週木曜日中央ヨーロッパ時間20時から2時間放送されているオランダのラジオ番組及び、同名のコンピレーションアルバムシリーズ。公式の略称は「ASOT」。

## 概要
オランダのラジオ局ID&Tで2001年6月1日に放送開始。最新のトランスミュージックをノンストップMixでオンエアーしている。その他、DJとの対談やホストであるアーミン・ヴァン・ビューレンのライブが放送されることもある。

しかし、キー局であるID&Tの方針変更に伴い、182回の放送で終了。183回以降はインターネットラジオ局での放送に切り替わった。

2005年以降、インターネットラジオ局であるDigitally Imported(DI FM)のTrance Channelをキー局にして、全45ヶ国のラジオ局で放送されている。
日本ではラジオ局block.fmとFuturegroove FMで拝聴可能。

エピソード800 Pt.2からホストであるアーミン・ヴァン・ビューレンの公式YouTubeチャンネルでのライブストリーミング配信を開始した他、Spotify、iTunesなどでのストリーミング配信を開始した。各エピソードのトラックリストやFuture Favoriteの投票結果は公式サイトのエピソードリストで確認することが出来る。

2020年3月27日放送の第957回から961回まで家庭の事情でアーミンが出演できなくなり、ルーベン・デ・ロンドとフェリー・コーステンが代理でホストを務める。

復帰した962回以降は基本的に前半パートの「Hour No1」をアーミンがノンストップミックスを流しながら後述のコーナーを行い、後半の「Hour No2」はフェリーまたはルーベンがホストを務め、ルーベンがホストを務める際はゲストDJを招きノンストップミックスを流す放送形態となっている。

## DJ
- アーミン・ヴァン・ビューレン

夏季休暇中の場合はゲストDJが代理でホストを務める。
- ルーベン・デ・ロンド

アシスタントとして出演。番組内のジングルでは「アーミンの友人」という紹介がされている。アーミン復帰後の第962回以降は後半部分の「Hour No2」を担当している。
- フェリー・コーステン

第957回から961回まで家庭の事情で出演できないアーミンに代わってホストを務める。アーミン復帰後の第962回以降はルーベンと共に後半部分の「Hour No2」を不定期で担当している。

## 主なコーナー

### レギュラー・コーナー
Tune of the Week
ホストであるアーミン・ヴァン・ビューレンによって選ばれた最新の楽曲を紹介するコーナー。
Future Favorite
前週の放送終了後にアーミンが選んだ数曲に対してリスナーに投票を行ってもらい、最も投票された楽曲を流すコーナー。
SERVICE FOR DREAMERS
毎回スタジオに一般人のゲスト（またはゲストDJ）を招いてトークを行うコーナー（スタジオに来訪出来ない場合は電話や動画での出演となる）で、トーク終了後はゲストのリクエストしたトラックを流し、スタジオ出演の場合は記念撮影を行う。
Trending Track
第706回から開始されたコーナー。前週の放送以降、ソーシャルメディアで話題となった楽曲を流すコーナー。
The Progressive Pick
第717回から開始されたコーナー。最新のプログレッシブ・トランスミュージックを流すコーナー。

### スペシャルコーナー
上述のレギュラーコーナーの他にコンピレーションアルバムの発売記念や特定のテーマを設けたスペシャル放送を行っている。以下はその一部。
ADTスペシャル
毎年10月中旬にアムステルダムで開催される音楽イベント「アムステルダム・ダンス・イベント」の記念放送。
Who's Afraid of 138!?スペシャル
BPM138の楽曲のみのレーベル「Who's Afraid of 138!?」を中心にBPM138の楽曲でのノンストップMixを流す。
Vinylスペシャル
レコードに収録されている楽曲のみを使用したノンストップMixを流す。
A State of Trance XXL
ゲストによるノンストップMixを流す。アーミン・ヴァン・ビューレンの公式YouTubeチャンネルの配信でのみ公開されている。
Tune of the Year
毎年年末の放送に行われる。その年に発売した楽曲の中から視聴者に最も投票された楽曲50曲をカウントダウン形式で紹介する。
Year Mix
毎年12月最終週の放送で放送される。アーミン・ヴァン・ビューレンによる2時間のノンストップMixを流す。YouTube配信ではアーミンは序盤のみ登場となり、その後は全て過去に行われたライブ映像が映される。

### 終了したコーナー
ASOT Radio Classic
第284回から開始されたコーナー。過去の放送で流れた楽曲の中からホストであるアーミン・ヴァン・ビューレンによって選ばれた楽曲を流すコーナーで、放送回の最終トラックとして流される。A State of Tranceの公式YouTubeチャンネルで24/7形式で配信を行った影響でコーナーを終了した。

## 放送局
公式サイトの放送局リストを参照

## スペシャル放送と放送記念イベント
放送が通算100回を迎えて以降、多くのDJを迎えての長時間のスペシャル放送を行っている。

第100回にはゲストDJを迎えての5時間の放送、第200回にはリスナーに選ばれたゲストDJを迎えての4時間の生放送を行い、第250回以降は50回毎にスペシャル放送を行っている。

また、通算500回を迎えて以降、ウルトラ・ミュージック・フェスティバルといった音楽フェスティバルとのコラボレーションによる放送記念イベントを各国で行っている。

しかし、通算950回の放送記念イベントとなる「ASOT950」は、2020年2月にオランダユトレヒトで行われたイベント以降、新型コロナウイルス感染症の世界的流行による影響により、国外での開催が中止となった。通算1000回の放送記念イベントとなる「ASOT1000」の開催も2021年9月にオランダユトレヒトで行われる予定であったが、オランダ政府の措置により2022年2月に延期となり、その後2023年に再延期となった。その後、2022年3月13日にポーランドクラクフで通算1000回の放送記念イベントとなる「ASOT1000」を開催。新型コロナウイルス感染症の世界的流行以降初めてオランダ国外で放送記念イベントを開催した。

## CD

### コンピレーションシリーズ
- A State of Trance 2004
- A State of Trance 2005
- A State of Trance 2006
- A State of Trance 2007
- A State of Trance 2008
- A State of Trance 2009
- A State of Trance 2010
- A State of Trance 2011
- A State of Trance 2012
- A State of Trance 2013
- A State of Trance 2014
- A State of Trance 2015
- A State of Trance 2016
- A State of Trance 2017
- A State of Trance 2018
- A State of Trance 2019
- A State of Trance 2020
- A State of Trance 2021
- A State of Trance 2022
- A State of Trance 2023
- A State of Trance 2024

### ASOT Year Mixシリーズ
- A State of Trance Year Mix 2004
- A State of Trance Year Mix 2005
- A State of Trance Year Mix 2006
- A State of Trance Year Mix 2007
- A State of Trance Year Mix 2008
- A State of Trance Year Mix 2009
- A State of Trance Year Mix 2010
- A State of Trance Year Mix 2011
- A State of Trance Year Mix 2012
- A State of Trance Year Mix 2013
- A State of Trance Year Mix 2014
- A State of Trance Year Mix 2015
- A State of Trance Year Mix 2016
- A State of Trance Year Mix 2017
- A State of Trance Year Mix 2018
- A State of Trance Year Mix 2019
- A State of Trance Year Mix 2020
- A State of Trance Year Mix 2021
- A State of Trance Year Mix 2022
- A State of Trance Year Mix 2023

### ASOT Classicsシリーズ
- A State of Trance Classics (2006年)
- A State of Trance Classics Vol. 2 (2007年)
- A State of Trance Classics Vol. 3 (2008年)
- A State of Trance Classics Vol. 4 (2009年)
- A State of Trance Classics Vol. 5 (2010年)
- A State of Trance Classics Vol. 6 (2011年)
- A State of Trance Classics Vol. 7 (2012年)
- A State of Trance Classics Vol. 8 (2013年)
- A State of Trance Classics Vol. 9 (2014年)
- A State of Trance Classics Vol.10 (2015年)
- A State of Trance Classics Vol.11 (2016年)
- A State of Trance Classics Vol.12 (2017年)
- A State of Trance Classics Vol.13 (2018年)
- A State of Trance Classics Vol.14 (2020年)

### その他
- A State of Trance 500 (2011年)
- A State of Trance 1000_Celebration Mix（2021年）
- A State of Trance Forever（2021年）